# Mamadou Thiam
Mamadou Khady Thiam (Aubervilliers, 20 maart 1995) is een Senegalees-Frans voetballer die in het seizoen 2021/22 door KV Oostende verhuurd wordt aan AS Nancy. Hij is de kleinzoon van oud-voetballer Idrissa Thiam en de kleinzoon van Abdoulaye Thiam, die in de jaren 60 bondscoach was van Senegal. Thiam is een aanvaller.

## Clubcarrière

### Jeugd en Frankrijk
Thiam werd geboren in Aubervilliers, waar zijn vader Idrissa toen voetbalde bij FCM Aubervilliers. Mamadou genoot zijn jeugdopleiding bij RC de France Football, Red Star FC, JA Drancy en Dijon FCO. In het seizoen 2013/14 maakte hij zijn opwachting bij Dijon B, het reservenelftal van Dijon in de CFA2. Op 20 januari 2015 maakte hij ook zijn officiële debuut in het eerste elftal van de club: in de bekerwedstrijd tegen US Concarneau mocht hij na 62 minuten invallen voor Yohann Rivière. Later dat seizoen kreeg hij van de 30e tot en met de 37e wedstrijd telkens speeltijd in de Ligue 2.
In het seizoen 2015/16 was Thiam in alle competities goed voor vijf goals in 21 wedstrijden in het eerste elftal van Dijon, dat dat seizoen tweede eindigde in de Ligue 2 en zo promoveerde naar de Ligue 1. Thiam promoveerde echter niet mee, want in het seizoen 2016/17 werd hij uitgeleend aan tweedeklasser Clermont Foot. Daar scoorde hij acht keer in de competitie en eenmaal in de Coupe de La Ligue.

### Barnsley FC
Na afloop van zijn uitleenbeurt maakte Thiam de overstap naar de Engelse tweedeklasser Barnsley FC. In zijn eerste seizoen tuimelde hij met de club uit de Championship, maar het verblijf in de League One duurde slechts één seizoen, want in het seizoen 2019/20 eindigde de club er tweede, waardoor The Tykes meteen mochten terugkeren naar de Championship. Daar kreeg Thiam in het seizoen 2019/20 veel minder speeltijd dan voorheen, waardoor zijn aflopende contract niet werd verlengd.

### KV Oostende
Op 27 oktober 2020, na enkele maanden zonder club, ondertekende Thiam een contract voor twee seizoenen bij de Belgische eersteklasser KV Oostende, waar hij oud-ploegmaats Toby Sibbick en Cameron McGeehan tegenkwam. Begin oktober had hij voor KV Oostende gescoord in een oefenwedstrijd tegen KSKV Zwevezele. Doordat zijn laatste officiële wedstrijd van september 2019 dateerde arriveerde Thiam met een fysieke achterstand bij KV Oostende, maar uiteindelijk speelde Thiam in zijn debuutseizoen 23 officiële wedstrijden in alle competities bij de kustclub. Daarin wist hij evenwel niet te scoren.

### AS Nancy
In juni 2021 werd Thiam voor één seizoen uitgeleend aan AS Nancy, een zusterclub van KV Oostende.

## Clubstatistieken
| Seizoen         | Club            | Land               | Competitie         | Competitie | Competitie | Beker | Beker | Supercup | Supercup | Europees | Europees | Totaal | Totaal |
| Seizoen         | Club            | Land               | Competitie         | Wed.       | Dlp.       | Wed.  | Dlp.  | Wed.     | Dlp.     | Wed.     | Dlp.     | Wed.   | Dlp.   |
| --------------- | --------------- | ------------------ | ------------------ | ---------- | ---------- | ----- | ----- | -------- | -------- | -------- | -------- | ------ | ------ |
| 2013/14         | Dijon FCO B     | Vlag van Frankrijk | CFA2               | 11         | 2          | —     | —     | —        | —        | —        | —        | 11     | 2      |
| 2014/15         | Dijon FCO B     | Vlag van Frankrijk | CFA2               | 12         | 5          | —     | —     | —        | —        | —        | —        | 12     | 5      |
| 2015/16         | Dijon FCO B     | Vlag van Frankrijk | CFA2               | 9          | 6          | —     | —     | —        | —        | —        | —        | 9      | 6      |
| 2014/15         | Dijon FCO       | Vlag van Frankrijk | Ligue 2            | 8          | 0          | 1     | 0     | —        | —        | —        | —        | 9      | 0      |
| 2015/16         | Dijon FCO       | Vlag van Frankrijk | Ligue 2            | 17         | 3          | 4     | 2     | —        | —        | —        | —        | 21     | 5      |
| 2016/17         | → Clermont Foot | Vlag van Frankrijk | Ligue 2            | 34         | 8          | 6     | 1     | —        | —        | —        | —        | 40     | 9      |
| 2017/18         | Barnsley FC     | Vlag van Engeland  | Championship       | 29         | 1          | 2     | 0     | —        | —        | —        | —        | 31     | 1      |
| 2018/19         | Barnsley FC     | Vlag van Engeland  | League One         | 46         | 7          | 6     | 0     | —        | —        | —        | —        | 52     | 7      |
| 2019/20         | Barnsley FC     | Vlag van Engeland  | Championship       | 8          | 0          | 1     | 0     | —        | —        | —        | —        | 9      | 0      |
| 2020/21         | KV Oostende     | Vlag van België    | Jupiler Pro League | 21         | 0          | 2     | 0     | —        | —        | —        | —        | 23     | 0      |
| Carrière totaal | Carrière totaal | Carrière totaal    | Carrière totaal    | 195        | 32         | 22    | 3     | 0        | 0        | 0        | 0        | 217    | 35     |

Bijgewerkt op 21 juni 2021.

## Interlandcarrière
Thiam nam in 2015 deel aan het WK –20 met Senegal. Hij kwam in alle zeven wedstrijden in actie en scoorde tweemaal: eerst in de tweede groepswedstrijd tegen Colombia (1-1), en later ook in de kwartfinale tegen Oezbekistan (0-1).
1 Bossin ·
2 Vinck ·
3 Medley ·
4 Basila ·
5 Laes ·
6 D'Arpino ·
7 Ndicka ·
10 Rocha ·
11 Jung ·
13 Gabriël ·
14 Mebude ·
16 Dewaele ·
17 Durdov ·
19 Osifo ·
20 Musayev ·
23 Amade ·
25 Van Daele ·
26 Koziello ·
29 D'haese ·
33 Tanghe ·
36 Wylin ·
68 Ambrose ·
77 Atanga ·
88 Rodin ·
90 Berte ·
93 Badu ·
99 Albanese ·
Coach: Jamath Shoffner